# Niederlenz
Niederlenz is een gemeente en plaats in het Zwitserse kanton Aargau en maakt deel uit van het district Lenzburg.
Niederlenz telt 4.382 inwoners.